# Theodor Schaefer (Komponist)
Theodor Schaefer (* 23. Januar 1904 in Telč; † 19. März 1969 in Brünn) war ein tschechischer Komponist und Musikpädagoge.

## Leben
Schaefer studierte am Konservatorium von Brünn Dirigieren bei František Neumann und Komposition bei Jaroslav Kvapil. Sein Kompositionsstudium setzte er in Prag bei Vítězslav Novák fort. Nachdem er kurze Zeit an den Musikschulen von Kutná Hora und Brünn unterrichtet hatte, wurde er Lehrer am Brünner Konservatorium und ab 1959 Professor an der Janáček-Akademie für Musik und Darstellende Kunst Brünn (JAMU). Zu seinen Schülern zählten Rudolf Růžička, Pavel Blatný, Ctirad Kohoutek, Ivan Petrželka, Alois Piňos, Zdeněk Pololaník, Bohuslav Řehoř und Zdeněk Zouhar. Schaefer komponierte Bühnen- und Orchesterwerke, Kammermusik, Werke für Soloinstrumente und Vokalmusik.

## Werke
- Honza dobák, Kinderoper, Libretto: Ferdinand Tomek, 1924
- Jaro přichází, drei Lieder für Frauenstimme und Klavier, Texte von M. Kaulfusová, Josef Václav Sládek und A. Nováková, 1925
- Švanda dudák; Kinderoper, Libretto: Ferdinand Tomek, 1925
- Podivný svět, fünf Lieder für Tenor und Klavier, 1925–26
- Streichquartett Nr. 1, 1929
- Suita pro hoboj a klavír, 1929–30
- Ukolébavka für Stimme und Klavier, 1931
- Tři české tance ve starém slohu für Orchester, 1930
- Mauglí (Mowgli), Schauspielmusik zu dem Stück nach Rudyard Kipling, 1932
- Anemonky für Männerchor, Text von Jaroslav Vrchlický
- Poštovní schránka für gemischten Chor, Text von Jiří Wolker, 1932
- Konzert für Violine und Klavier, 1933
- Julie aneb Snář, Melodram in drei Akten für Solisten, Kammerorchester, Jazzinstrumente und Klavier, Text von Georges Neveux, tschechische Übersetzung von Jindřich Hořejší, 1933–34
- Sonatina für Klavier, 1936
- Moravští skladatelé mládeži : 16 drobných skladeb, 1936
- Dechový kvintet für Flöte, Oboe, Klarinette, Horn und Fagott, 1936
- Romantické skladby für Klavier, 1936
- Klavírní etudy, Suite in fünf Sätzen, 1936–1937
- Scherzo Piccolo für Orchester, 1937
- Klavírní etudy, zwei Tänze, 1937–1938
- Konzert für Klavier und Orchester, 1937–1943
- Jaro přichází, drei Lieder für hohe Frauenstimme mit Klavierbegleitung, 1938
- Index, 16 Stücke für Klavier, 1938
- Klavírní etudy, 1939
- Řada I.: klavírní skladby ve snadném slohu, 1939
- Valašská serenáda, sinfonische Dichtung für Orchester, 1939
- Janošík, Ballade-Ouvertüre, 1939
- Tři mužské sbory, 1939
- Streichquartett Nr. 2, 1940–1941
- Romantické skladby für Klavier, 1942
- Vlast Libušina für Frauenchor a cappella, Text von Alois Vojkůvka, 1942
- Slavnostní fanfáry, 1943
- Milostné balady, fünf Lieder für Frauenstimme und Klavier, 1943
- Zimní kantáta für Sopran, gemischten Chor und Orchester, Text von Kamil Bednář, 1943–1945
- Elegie za Zdeničku, Suite in fünf Sätzen für Klavier, 1944
- Streichquartett Nr. 3, 1944–1945
- Divertimento mesto, Oktett für Flöte, Oboe, Klarinette, Horn, Fagott, Geige, Bratsche und Cello, 1946–1947
- Klavírní skladby ve snadném slohu, 1948
- Slavnostní fanfáry pro Univerzitu Palackého v Olomouci, 1948
- Legenda o štěstí, Ballettmusik, 1950–1953
- Legenda o štěstí, Suite aus dem Ballett, 1950–1953
- Sinfonia pastorale concertante alla maniera di stile classico für Flöte, Oboe, Fagott und Kammerorchester, 1954
- Diathema für Bratsche und Orchester, 1955–1956
- Dva madrigaly für Frauenchor a cappella, 1957
- Symphony für Orchester, 1957–1961
- Barbar a růže für Klavier und Orchester, 1958–59
- Rapsódická reportáž für Orchester, 1959–1960
- Cigánovy housle für Violine und Klavier, 1960–1961
- Fanfáry pro Janáčkovu akademii múzických umění v Brně für vier Trompeten, drei Posaunen und Tuba, 1961
- Glosae instrumentale für zwei Klaviere und Kammerensemble, 1965
- Světské requiem, 1964
- Bithematicon, vier Lieder für Bariton und Klavier, 1967
- Rašení für Stimme und Klavier, Text von František Serafínský Procházka
- Hvězdám für Stimme und Klavier, Text von Jaroslav Vrchlický
- Sežloutla ta lípa für Stimme und Klavier, Text von Jaroslav Vrchlický
- Balada horská für Stimme und Klavier, Text von Jan Neruda
- Balada dětská für Stimme und Klavier, Text von Jan Neruda
- Čerevený květ für Stimme und Klavier, Text von Petr Bezruč
- Má matka hrála für Stimme und Klavier, Text von Karel Hlaváček